# Томас, Габриэль
Габриэль Томас (англ. Gabrielle Thomas; род. 7 декабря 1996, Атланта) — американская легкоатлетка, олимпийская чемпионка 2024 года на дистанции 200 метров, серебряный призёр летних Олимпийских игр 2020 в Токио в женской эстафете 4х100 метров, чемпионка мира 2023 года.

## Биография и спортивная карьера
Родилась 7 декабря 1996 года в Атланте, штат Джорджия, в семье Дженнифер Рэндалл и Десмонда Томаса. У неё есть брат-близнец по имени Эндрю. Томас афроамериканка по материнской линии и ямайка по отцу.
В 2007 году семья Томас переехала в Массачусетс, где её мать начала преподавать в Массачусетском университете после получения докторской степени в Университете Эмори. Пока семья обосновалась во Флоренции, штат Массачусетс, Томас сначала играла в софтбол и футбол, а затем присоединилась к команде по легкой атлетике.
Её кумиром является спринтерша Эллисон Феликс. В старшей школе Томас все 4 года училась в школе Уиллистон Нортхэмптон, где она установила несколько школьных рекордов, каждый год становилась самым ценным игроком, тренером её была Мишель Лоусон.
Выпускница Гарвардского университета, на бакалавриате изучала нейробиологию и глобальное здоровье. Находясь в Гарварде, Томас выиграла 22 чемпионских титула на конференциях за три года занятий легкой атлетикой в шести различных дисциплинах, установив рекорды школы и Лиги плюща в бегах на 100, 200 и 60 метров в закрытых помещениях. Она подписала контракт с New Balance и стала профессионалом в октябре 2018 года, отказавшись от своего последнего года коллегиального права.
После Гарварда она переехала в Остин, штат Техас, где её тренировала Тонья Буфорд-Бейли.
В мае 2020 года Томас пропустила три теста на допинг, за что была наказана двумя годами дисквалификации. В июне она представила новые доказательства, чтобы опровергнуть ошибку, и в июле она была оправдана.

## Олимпиада 2020 в Токио
Томас участвовала в беге на 200 метров на Олимпийских играх в Токио в 2020 году.
Время удивило даже саму Томас, после гонки она сказала: «Это определённо изменило моё восприятие себя как бегуна. Я всё ещё в шоке … моей мечтой было попасть в олимпийскую команду … Теперь, когда я добилась (этого), я собираюсь ставить более высокие цели».
3 августа 2021 года на Олимпийских играх 2020 года в Токио Томас завоевала бронзовую медаль, пробежав в финале на 200 м время 21,87, уступив Элейн Томпсон Хера (золото) и Кристин Мбома (серебро).
Три дня спустя, 6 августа 2021 года, команда США, прошедшая квалификацию в финале эстафеты 4 х 100 метров, заняла 2-е место позади ямайской команды. Томас завоевала серебряная медаль вместе с подругами по команде Хавиан Оливер, Теана Дэниелс и Дженна Прандини.
В 2023 году на чемпионате мира в Будапеште Томас стала второй в беге на 200 метров с результатом 21,81 секунды. В эстафете 4 по 100 метров в составе США праздновала победу.